# 배상제회
배상제회(拜上帝會, 영어: God Worshipping Society)는 모든 사람이 유일지상(唯一至上)의 신 여호와(上帝)의 자녀이며 형제이므로 재화를 평등하게 소비하고 공동생활을 영위해야 한다는 기독교 계통 종교결사(宗敎結社)로서, 태평천국의 전신조직(前身組織)이다. 상제회(上帝會)라고도 한다. 상제회의 창시자인 홍수전은 자기의 몽상과 개신교 전도사의 팜플렛의 영향을 받아 요마(妖魔)가 지배하는 이 사회를 타도함으로써 평등 세계인 하나님의 나라의 이상을 실현해야 한다고 널리 설파하였다. 이 신종교 조직은 봉건지주 체제하에 신음하였던 농민들의 주목을 끌기에 충분하였다.

## 참고 자료
- 이 문서에는 다음커뮤니케이션(현 카카오)에서 GFDL 또는 CC-SA 라이선스로 배포한 글로벌 세계대백과사전의 내용을 기초로 작성된 글이 포함되어 있습니다.